# Postmigrantische Gesellschaft
Die postmigrantische Gesellschaft (von lateinisch post ‚hinter, nach‘) bezeichnet eine Gesellschaftsordnung, die durch die Erfahrung der Migration geprägt ist. Der Begriff verweist auf die politischen, kulturellen und sozialen Veränderungen in der Gesellschaft, die aus dem demografischen Wandel durch Einwanderung (bzw. nach der Einwanderung) hervorgehen. In dieser Perspektive wird die Migration als ein Prozess aufgefasst, der wesentlich zur Gestaltung der Gesellschaft beiträgt.

## Merkmale
Im Zuge der gesellschaftlichen Debatte um die Migrations-, Flüchtlings- und Integrationspolitik forderte Naika Foroutan Anfang 2018 „eine eindeutig postmigrantische Perspektive, bei der sich die Bundesregierung nicht mehr nur auf Migranten konzentriert, sondern auch auf jene Gruppen, die schwach sind und sich von Staat und Demokratie entfremden, weil ihnen alle Aufstiegschancen fehlen.“
Nach Foroutan haben postmigrantische Gesellschaften fünf Merkmale:
1. Die politische Anerkennung, eine Einwanderungsgesellschaft zu sein.
2. Soziale, kulturelle, strukturelle und emotionale Aushandlungsprozesse über Rechte, Zugehörigkeit und Teilhabe von Migranten und Nicht-Migranten sowie daraus resultierende Gesetze und Gesetzesänderungen.
3. Ambivalente Bewertung der Zuwanderung in der Bevölkerung: Befürwortung und Ablehnung.
4. Verflechtung von Personen und Organisationen mit und ohne Migrationsbezug.
5. Polarisierung über Fragen der Zugehörigkeit und der nationalen Identität.

Kijan Espahangizi entwickelt diesen Ansatz durch eine geschichtswissenschaftliche Perspektive weiter und geht hierzu der Frage nach, ab wann Gesellschaften als postmigrantisch bezeichnet werden können. Postmigrantische Gesellschaften sind für Espahangizi nicht einfach alle Gesellschaften, die durch Migrationserfahrungen geprägt sind, sondern nur solche, in denen das Streiten um Migration und Integration zu einem „zentralen Modus der Vergesellschaftung“ aufgestiegen ist.

## Begriff
Die Bezeichnung postmigrantisch wurde in Deutschland durch die Berliner Theater-Intendantin Şermin Langhoff bekannt, indem sie ihrem Theater Ballhaus Naunynstraße den Namen „Postmigrantisches Theater“ gab. Langhoff ging es um die Geschichten und Perspektiven derer, „die selbst nicht mehr migriert sind, diesen Migrationshintergrund aber als persönliches Wissen und kollektive Erinnerung mitbringen“.
Im deutschsprachigen Raum hat sich der Begriff seither in öffentlichen Debatten als „Einspruch gegen die hegemoniale Migrations- und Integrationsdebatte“ etabliert und er wird in jüngster Zeit auch in der Migrationsforschung diskutiert. Das Präfix „post-“ mache deutlich, dass man eine gesellschaftlich etablierte und zunehmend defizitär konstruierte Unterscheidungskategorie – nämlich das Migrantische – zur Erklärung von gesellschaftlichen Ungleichheitsverhältnissen hinter sich lassen will.
Der Begriff des Postmigrantischen wurde u. a. auch in der Schweiz aufgenommen und weiterentwickelt. Das Postmigrantische wird hier „weniger als ein in sich geschlossener Erklärungsansatz“ verstanden, sondern „als ein Tisch, an dem verschiedene Ansätze zusammenkommen“ können, etwa auch postkoloniale Perspektiven.